# Skräpsjöstjärna
Skräpsjöstjärna (Pedicellaster typicus) är en sjöstjärneart som beskrevs av Michael Sars 1861. Enligt Catalogue of Life ingår Skräpsjöstjärna i släktet Pedicellaster och familjen Pedicellasteridae, men enligt Dyntaxa är tillhörigheten istället släktet Pedicellaster och familjen trollsjöstjärnor. Enligt den svenska rödlistan är arten otillräckligt studerad i Sverige. Arten förekommer i Götaland. Artens livsmiljö är havet. Inga underarter finns listade i Catalogue of Life.